# Funny Games (film 2007)
(Tagline del film)
Funny Games è un film del 2007 diretto da Michael Haneke, remake shot-for-shot dell'omonimo film austriaco dello stesso Haneke. Rispetto all'originale è stato girato in lingua inglese e con un cast differente, che comprende Naomi Watts, Tim Roth e Michael Pitt.

## Produzione
Riguardo alla produzione Haneke dichiara:
(Michael Haneke)
E sul cast:
(Michael Haneke)
Tim Roth all'inizio non voleva accettare la parte, essendo rimasto scosso dalla visione dell'originale e non avendolo particolarmente amato.
Le riprese sono state particolarmente dure e in un'intervista ha dichiarato:
(Tim Roth)

## Distribuzione
Il film è uscito il 20 ottobre 2007 in Gran Bretagna, negli Stati Uniti il 14 marzo 2008 per la Warner Independent Pictures, in Italia è stato distribuito dalla Lucky Red l'11 luglio 2008, con il divieto ai minori di 14 anni.

## Accoglienza

### Incassi
Il film ha incassato 7948284 $ in tutto il mondo.

### Interpretazioni
Quanto affermato per la trama si può affermare anche per il significato dell'opera. Ciononostante, secondo quanto affermato dal docente universitario e critico cinematografico Fabrizio Fogliato, l'ambientazione americana permette di mettere in scena una metafora in più rispetto all'originale. Secondo il critico, infatti, il contrasto fra esterni tipicamente "americani" e gli arredamenti interni tipicamente "europei" sta a rappresentare le ingerenze degli USA in altre nazioni, il concetto di «esportazione della democrazia» che l'amministrazione Bush ha reso uno dei suoi cavalli di battaglia, ma che di fatto non sempre coincide con lo stesso concetto di democrazia delle persone cui tale trattamento è stato imposto.